# Pristimantis bogotensis
Pristimantis bogotensis es una especie de anfibio anuro de la familia Craugastoridae.
Es endémica del departamento de Cundinamarca (Colombia), en la Cordillera Oriental, entre  2600 y 3400 m de altitud.
No está amenazada.